# 藤崎郵便局 (青森県)
藤崎郵便局（ふじさきゆうびんきょく）は、青森県南津軽郡藤崎町にある郵便局。

## 所在地
- 青森県南津軽郡藤崎町大字藤崎字西村井8-2

## 歴史
- 1877年（明治10年） - 開局。
- 1878年（明治11年） - 館岡に局舎完成。
- 1907年（明治40年） - 電信事務開始。
- 1911年（明治44年） - 公衆電話と特設電話開局（事実上の電話交換業務開始）。
- 1958年（昭和33年） - 木挽町に局舎移転。
- 1962年（昭和37年）1月31日[1] - 十二里郵便局から電話交換業務統合。
- 1969年（昭和44年）10月19日 - 午前0時をもって、電話交換業務が、郵便局舎から藤崎字横松13番4号に独立・移転した藤崎電報電話局に移管し、自動化[2]。
- 1986年（昭和61年）10月20日 - 藤崎駅通りの旧藤崎病院跡地[3]の現在地に局舎移転。
- 2007年（平成19年）10月1日 - 民営化に伴い、併設された郵便事業弘前支店藤崎集配センターに一部業務を移管。
- 2012年（平成24年）10月1日 - 日本郵便株式会社の発足に伴い、郵便事業弘前支店藤崎集配センターを藤崎郵便局に統合。
- 2017年（平成29年）3月7日 - 陸奥常盤郵便局から集配業務を移管。

## 取扱内容
- 郵便、印紙、ゆうパック、内容証明
- 貯金、為替、振替、振込、国債、貸付
  - 外貨両替や小切手払は扱わない。
- 生命保険、がん保険、バイク自賠責保険、自動車保険
- ゆうちょ銀行ATM（払い込み対応機種）
- 藤崎町内全域（旧藤崎町域:〒038-38xx・旧常盤村域:〒038-12xx）の集配業務

## 定休日
- 窓口 - 土日祝と年末年始
- ATM - 土曜日午後・日祝日・正月3が日

## 周辺
- 青森県道239号藤崎停車場線
- 藤崎町図書館大夢
- JR五能線藤崎駅
- 藤崎町立藤崎小学校

## アクセス
- JR五能線藤崎駅から、徒歩約150m・約3分。
- 弘南バス「藤崎青銀前」バス停下車後、徒歩約500m・約9分。
- 藤崎町役場から、徒歩約620m・徒歩約12分（『西豊田地下道』を通った場合）。
- 駐車場:7台分

## 参考資料
- 『藤崎町史』
  - 第三巻(現代)322～325頁「第五章 町村合併後 三、郵便・通信・放送 郵便・電話」
  - 「年表・検索 西暦年号対照表」